# Sminthurides pseudassimilis
Sminthurides pseudassimilis is een springstaartensoort uit de familie van de Sminthurididae. De wetenschappelijke naam van de soort is voor het eerst geldig gepubliceerd in 1956 door Stach.